# اورانه
اورانه (به صربی: Orane) یک منطقهٔ مسکونی در صربستان است که در بوینیک واقع شده‌است. اورانه ۱۵۲ نفر جمعیت دارد.